# Melanie Risch
Melanie Risch, geborene Bumann (* 24. Januar 1887 in Konstanz; † 27. Januar 1944 in der Strafanstalt Berlin-Plötzensee) war eine deutsche Schneiderin und ein Opfer der NS-Kriegsjustiz.

## Leben und Tätigkeit
Bumann erlernte das Schneiderhandwerk und betrieb in ihrer Heimatstadt Konstanz ein Geschäft als Damenschneiderin. 1909 heiratete sie den Tapezierer Eduard Risch (1878–1944). Wie ihr Ehemann stand Risch dem NS-Staat ablehnend gegenüber. Eduard Risch wurde am 20. März 1939 durch das Sondergericht Mannheim nach §2 des Heimtückegesetzes von 1934 als „judenfreundlich eingestellter Schwätzer“ zu sechs Monaten Gefängnis verurteilt, nachdem er wegen regimekritischer Äußerungen über die Reichspogromnacht vom November 1938, die er in einem Gasthaus gemacht hatte, denunziert worden war.
1943 wurde Risch von einem Lehrmädchen und einer weiteren Angestellten denunziert, vor ihren Angestellten wiederholt abfällige Bemerkungen über den Nationalsozialismus, die Hitler-Regierung und den Weltkrieg gemacht zu haben. So ist überliefert, dass sie äußerte, dass Deutschland die Schuld am Beginn des Zweiten Weltkriegs trage, dass der Krieg mit einer Niederlage enden werde und dass dies auch verdient sei; dass alliierte Fliegerangriffe auf deutsche Städte berechtigt seien, weil Deutschland als erstes derartige Angriffe auf die Städte anderer Länder als Mittel der militärischen Auseinandersetzung in den Krieg eingeführt habe; dass die Briten, Amerikaner und Russen keine Unmenschen seien und es dem Volk, wenn diese kämen, nicht schlechter gehen würde als unter den Nationalsozialisten; sowie dass man Adolf Hitler, Winston Churchill und Franklin D. Roosevelt in ein Zimmer sperren sollte, wo diese sich die Köpfe einschlagen könnten, ohne dass das Volk darunter zu leiden habe. Auch ihr Ehemann wurde wegen ähnlicher Bemerkungen denunziert, in denen er Deutschland die Schuld am Krieg gab, die Niederlage ankündigte und erklärte, Deutschland habe in anderen Ländern nichts zu suchen und das Volk würde es nach dem verlorenen Krieg auch nicht schlechter haben.

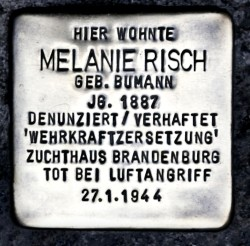
Ursprünglich (2007) verlegter Stolperstein für Melanie Risch in Konstanz; inzwischen ersetzt mit geänderter Inschrift bzgl. der Todesumstände

Melanie und Eduard Risch wurden beide am 16. August 1943 verhaftet und vor dem Volksgerichtshof in Berlin unter dem Vorsitz von Roland Freisler angeklagt. Am 25. Oktober 1943 wurden beide der Wehrkraftzersetzung für schuldig befunden und zum Tode verurteilt. Im Todesurteil wurde zur Begründung ausgeführt:

„Und das ist auch gerade der Kern des schweren Verbrechens der Angeklagten, das beide Angeklagten in diesen ihren Reden auf sich geladen haben. Sie haben jungen deutschen Mädchen und Frauen, die ihrer Erziehung anvertraut waren, systematisch lange Zeit hindurch ihren Glauben zu nehmen gesucht! Diese Zermürbung unserer inneren Kampfkraft durch das Annagen unseres Siegesglaubens ist eine verräterische Hilfe für unseren Kriegsfeind. Wer so bewusst und fortdauernd unsere innere Front erschüttert, ist ein für allemal ehrlos. Damit aber der Sieg der Truppen durch die Schwäche und den Verrat von innen heraus nicht nutzlos und die Opfer unserer Soldaten vergeblich gemacht werden, wie im ersten Weltkrieg, müssen solche Verräter mit dem Tode besraft werden.“

Melanie Risch wurde am 27. Januar 1944 in der Strafanstalt Berlin-Plötzensee mit dem Fallbeil hingerichtet. Der Leichnam wurde kremiert. Ihr Mann wurde am 21. Februar 1944 im Zuchthaus Brandenburg hingerichtet.
Heute erinnern zwei Stolpersteine vor dem Haus Scheffelstraße 8 in Konstanz an Risch und ihren Ehemann.